# 小行星10551
小行星10551（10551 Göteborg）是一颗绕太阳运转的小行星，为主小行星带小行星。该小行星于1992年12月18日被发现。

## 轨道参数
小行星10551的轨道半长轴为2.9924282 UA，离心率为0.063。